# Krzysztof Król
Krzysztof Król (Wodzisław Śląski, Polonia, 6 de febrero de 1987) es un futbolista polaco. Juega de defensa y su primer equipo fue Dyskobolia Grodzisk Wielkopolski. 
Ha jugado en los equipos de Dyskobolia Grodzisk Wielkopolski, Real Madrid Castilla Club de Fútbol, Real Madrid Club de Fútbol "C", Jagiellonia Białystok, Chicago Fire, Polonia Bytom, Podbeskidzie Bielsko-Biała, FC Sheriff Tiraspol.

## Palmarés

### Jagiellonia Białystok
- Copa de Polonia (1) : 2009/10

### FC Sheriff Tiraspol
- Liga de Moldavia (1) : 2012/13

## Vida personal
El 17 de junio de 2010, se casó con modelo Patrycja Mikula. El 19 de marzo de 2011, nueve meses después de su boda, Mikula dio a luz al primer hijo de la pareja, un hijo llamado Cristiano.